# リオ・ティント・アルキャン
リオ・ティント・アルキャン（Rio Tinto Alcan Inc.）は、カナダの企業。世界的なアルミニウムメーカーである。本社はカナダ・ケベック州モントリオール。アルミニウムの原料であるボーキサイトの採掘から精錬、圧延などの加工までを一手に行う世界最大のアルミニウム企業。

## 歴史
アメリカ合衆国のアルミ大手アルコアのカナダ子会社が1928年に独立してアルキャン（Alcan）となり、世界第3位のアルミ大手に成長。2004年に核燃料サイクルを営むペシネーを買収した。
アルコアが2007年に敵対的買収を提案した際、アルキャン側はこれを拒否し、英豪系資源メジャー  リオ・ティントの友好的買収に合意。2007年11月、リオ・ティントのアルミ部門と統合し世界最大のアルミ企業として、リオ・ティント・アルキャンへ社名変更された。

## 製品部門

### ボーキサイト・アルミナ部門
アルキャンはボーキサイト鉱山6ヶ所、アルミナ精練所5ヶ所、アルミナ特殊工場6ヶ所を所有、運営している。ボーキサイト・アルミナ部門では原料のボーキサイトをアルミ精練用のアルミナに精製し、社内の新地金部門と外部の精練所に供給している。またトラック、鉄道、港湾及び海運を利用した独自の運送網を確保している。

### 新地金部門
アルキャン新地金部門はアルミ精練施設・発電設備・精練技術及び設備販売、技術サービス、アルミ取引事業、電極生産設備、フッ化アルミニウム生産工場から成る。
アルキャンは11の国または地域で22ヶ所の精練所を所有・資本参加している。
| 所在地                                               | 年間産出量 (kt) | 所有比率 (%) |
| ---------------------------------------------------- | --------------- | ------------ |
| アイスランド・ハフナルフィヨルズゥル（ISAL）         | 179             | 100          |
| アメリカ合衆国・ケンタッキー州セブリー               | 196             | 100          |
| イギリス・スコットランド・ロッハバー                 | 43              | 100          |
| イギリス・ラインマウス精練所                         | 178             | 100          |
| オーストラリア・クイーンズランド州ボイン島精練所     | 556             | 59.39        |
| オーストラリア・タスマニア州ベル湾アルミニウム精練所 | 177             | 100          |
| オーストラリア・NSW州トマゴ・アルミニウム精練所      | 520             | 51.5         |
| オマーン・ソハール                                   | 360             | 20           |
| カナダ・ケベック州アルマ                             | 415             | 100          |
| カナダ・ケベック州サグネ市アルヴィダ                 | 166             | 100          |
| カナダ・ケベック州ボーアルノワ                       | 52              | 100          |
| カナダ・ケベック州ベキャンクール                     | 404             | 25           |
| カナダ・ケベック州サグネ市グラン・ベ                 | 207             | 100          |
| カナダ・ブリティッシュコロンビア州キティマット       | 277             | 100          |
| カナダ・ケベック州サグネ市ラテリエール               | 228             | 100          |
| カナダ・ケベック州セティル市アルエット精練所         | 572             | 40           |
| カナダ・ケベック州シャウィニガン                     | 99              | 100          |
| カメルーン・エデア（アルキャム、Alucam）             | 100             | 46.7         |
| 中華人民共和国・寧夏回族自治区青銅峡                 | 152             | 50           |
| ニュージーランド・ティワイポイント                   | 330             | 79.36        |
| ノルウェー・フスネス（SØRAL）                        | 164             | 50           |
| フランス・ダンケルク                                 | 259             | 100          |
| フランス・ランムザン                                 | 50              | 100          |
| フランス・サン＝ジャン＝ド＝モーリエンヌ             | 135             | 100          |